# Resolution 1652 des UN-Sicherheitsrates
Die Resolution 1652 des UN-Sicherheitsrates ist eine Resolution, welche den Ivorischen Bürgerkrieg thematisiert und die der Sicherheitsrat der Vereinten Nationen am 24. Januar 2006 auf seiner 5354. Sitzung einstimmig angenommen hat. Sie schließt sich inhaltlich der Resolution 1633 vom 21. Oktober 2005 an.

## Inhalt
Der Sicherheitsrat drückt unter Hinweis auf die vorherigen Erklärungen des Generalsekretärs Kofi Annan seine Besorgnis über die gegenwärtige Situation in der Elfenbeinküste und die Hindernisse im Friedensprozess aus. Die von der Afrikanischen Union eingesetzte Internationale Arbeitsgruppe sollte die Umsetzung des Friedensprozesses im Vorfeld der vorgeschlagenen Wahlen bis Ende Oktober 2006 überwachen. Diese fanden letztendlich nicht statt. Darüber hinaus verlängerte der UN-Sicherheitsrat auf Grundlage von Kapitel VII der Charta der Vereinten Nationen die Mandate der UNOCI und der französischen Unterstützungskräfte bei der Opération Licorne bis Mitte Dezember 2006. Er verlängerte zudem die Bestimmungen der Resolution 1609 und erneuerte die Aufstockung der UNOCI in Bezug auf das Militär- und Polizeipersonal.